# Замошье (Вытегорский район)
Замошье — деревня в Вытегорском районе Вологодской области.

## Общие сведения
Входит в состав Анхимовского сельского поселения, с точки зрения административно-территориального деления — в Анхимовский сельсовет.
Расстояние по автодороге до районного центра Вытегры — 64 км, до центра муниципального образования посёлка Белоусово — 54 км. Ближайшие населённые пункты — Бараново, Ундозерский Погост, Федоровская.

## Население
По данным переписи в 2002 году постоянного населения не было.
| 2010 |
| ---- |
| 0    |